# Arthur Gardner
Arthur Gardner (* 7. Juni 1910 in Marinette, Wisconsin als Arthur Goldberg; † 19. Dezember 2014 in Beverly Hills, Kalifornien) war ein US-amerikanischer Film- und Fernsehproduzent und Schauspieler.

## Leben
Arthur Gardner wurde in einer jüdischen Familie in der Kleinstadt Marinette geboren. Er machte 1927 seinen Abschluss an der Marinette High School. Er wurde vom späteren Starregisseur George Cukor entdeckt, während er an einer Straße in Hollywood trampte. Eine seiner ersten Rollen hatte Gardner als ein Schüler im Filmklassiker Im Westen nichts Neues (1930). Bei seinem Tod war er die letzte lebende Person, welche am Film beteiligt war (sowohl Besetzung als auch Filmstab). 1937 war er der Hauptdarsteller des Exploitationfilmes Assassin of Youth, welcher über die negativen Folgen des Drogenkonsums handelt. Zwar spielte er in über 20 Filmen, allerdings verlief seine Schauspielkarriere insgesamt nur wenig erfolgreich. Im Zweiten Weltkrieg war er Mitglied der First Motion Picture Unit, einer Einheit für Filmschaffende in der United States Army Air Forces, welche in den Hal Roach Studios stationiert war. Während dieser Zeit lernte er auch die jüngeren Soldaten Jules V. Levy (1923–2003) und Arnold Laven (1922–2009) kennen. Sie einigten sich, eine eigene Filmproduktionsfirma zu eröffnen.
Nach dem Krieg arbeitete Gardner zunächst als Assistenzregisseur und Produktionsassistent von einigen kleineren Filmen, ehe er 1951 mit Levy und Laven die Produktionsfirma Levy-Gardner-Laven begründete. Insgesamt produzierten sie bis 1982 rund 25 Filme, zumeist Western, Kriminalfilme oder Kriegsfilme. Mit John Wayne arbeiteten sie Mitte der 1970er-Jahre bei den Filmen McQ schlägt zu und Brannigan – Ein Mann aus Stahl zusammen. Levy-Gardner-Laven waren ebenfalls für die populären Serien Westlich von Santa Fé und Big Valley verantwortlich. Nach seinem Rückzug aus der Filmindustrie im Jahre 1982 war er vor allem als Interviewpartner für verschiedene Dokumentationen gefragt.
Arthur Gardner lebte in Beverly Hills mit seiner Frau Marcia Grant Gardner, bis diese 2002 nach 60 Jahren Ehe starb. Der Witwer war Vater von zwei Söhnen. Er starb im Dezember 2014 im Alter von 104 Jahren.

## Filmografie

### Schauspieler
- 1929: The Rivals
- 1929: Cross Country Run
- 1930: Im Westen nichts Neues (All Quiet on the Western Front)
- 1930: Der Jazzkönig (King of Jazz)
- 1935: Der Jazzkadett (Shipmates Forever)
- 1937: Assassin of Youth
- 1938: Mr. Moto und der Wettbetrug (Mr. Moto's Gamble)
- 1938: Religious Racketeers
- 1938: Dramatic School
- 1938: Heart of the North
- 1939: Waterfront
- 1939: Andy Hardy Gets Spring Fever
- 1939: Todesangst bei jeder Dämmerung (Each Dawn I Die)
- 1941: I Wanted Wings
- 1941: Navy Blues
- 1941: Hard Guy
- 1941: Schrecken der zweiten Kompanie (You’re in the Army Now)
- 1941: I Killed That Man
- 1942: Rubber Racketeers
- 1943: I Escaped from the Gestapo
- 1946: Der Todesreifen (Suspense)
- 1946: The Brute Man
- 1957: Immer bei Anbruch der Nacht (The Vampire)

### Produzent
- 1944: Roger Touhy, Gangster
- 1948: Abenteuer im Wilden Westen (The Dude Goes West)
- 1950: Unter Einsatz des Lebens (Southside 1-1000)
- 1951: Trommeln im tiefen Süden (Drums in the Deep South) (Produktionsassistenz)
- 1952: Achtung! Blondinengangster (Without Warning)
- 1953: Sittenpolizei (Vice-Squad)
- 1954: Drei dunkle Straßen (Down Three Dark Streets)
- 1957: Immer bei Anbruch der Nacht (The Vampire)
- 1957: Alarm für Sperrzone 7 (The Monster That Challenged the World)
- 1958: Abenteuer im wilden Westen (Fernsehserie, eine Folge)
- 1958: Draculas Blutnacht (The Return of Dracula)
- 1958–1963: Westlich von Santa Fé (The Rifleman; Fernsehserie, 166 Folgen)
- 1958: The Flame Barrier
- 1959–1960: Law of the Plainsman (Fernsehserie, 26 Folgen)
- 1959–1962: Kein Fall für FBI (Fernsehserie, 97 Folgen)
- 1962: Heute Abend Dick Powell (Fernsehserie, eine Folge)
- 1962: Das letzte Kommando (Geronimo)
- 1965–1969: Big Valley (Fernsehserie, 112 Folgen)
- 1965: Die glorreichen Reiter (The Glory Guys)
- 1967: Clambake
- 1968: Mit eisernen Fäusten (The Scalphunters)
- 1969: Sam Whiskey
- 1970: Im Netz der Abwehr (Underground)
- 1970: Ausbruch der 28 (The McKenzie Break)
- 1971: Leise weht der Wind des Todes (The Hunting Party)
- 1972: The Honkers
- 1972: Round Up
- 1973: Der Tiger hetzt die Meute (White Lightning)
- 1974: McQ schlägt zu (McQ)
- 1975: Brannigan – Ein Mann aus Stahl (Brannigan)
- 1976: Mein Name ist Gator (Gator)
- 1982: Eine irre Safari (Safari 3000) auch Autor